# 中根康浩
中根 康浩（なかね やすひろ、1962年〈昭和37年〉8月17日 ‐ ）は、日本の政治家、行政書士。愛知県岡崎市長（1期）、衆議院議員（4期）、岡崎市議会議員（1期）、経済産業大臣政務官（野田第1次改造内閣・野田第2次改造内閣）などを歴任。

## 来歴

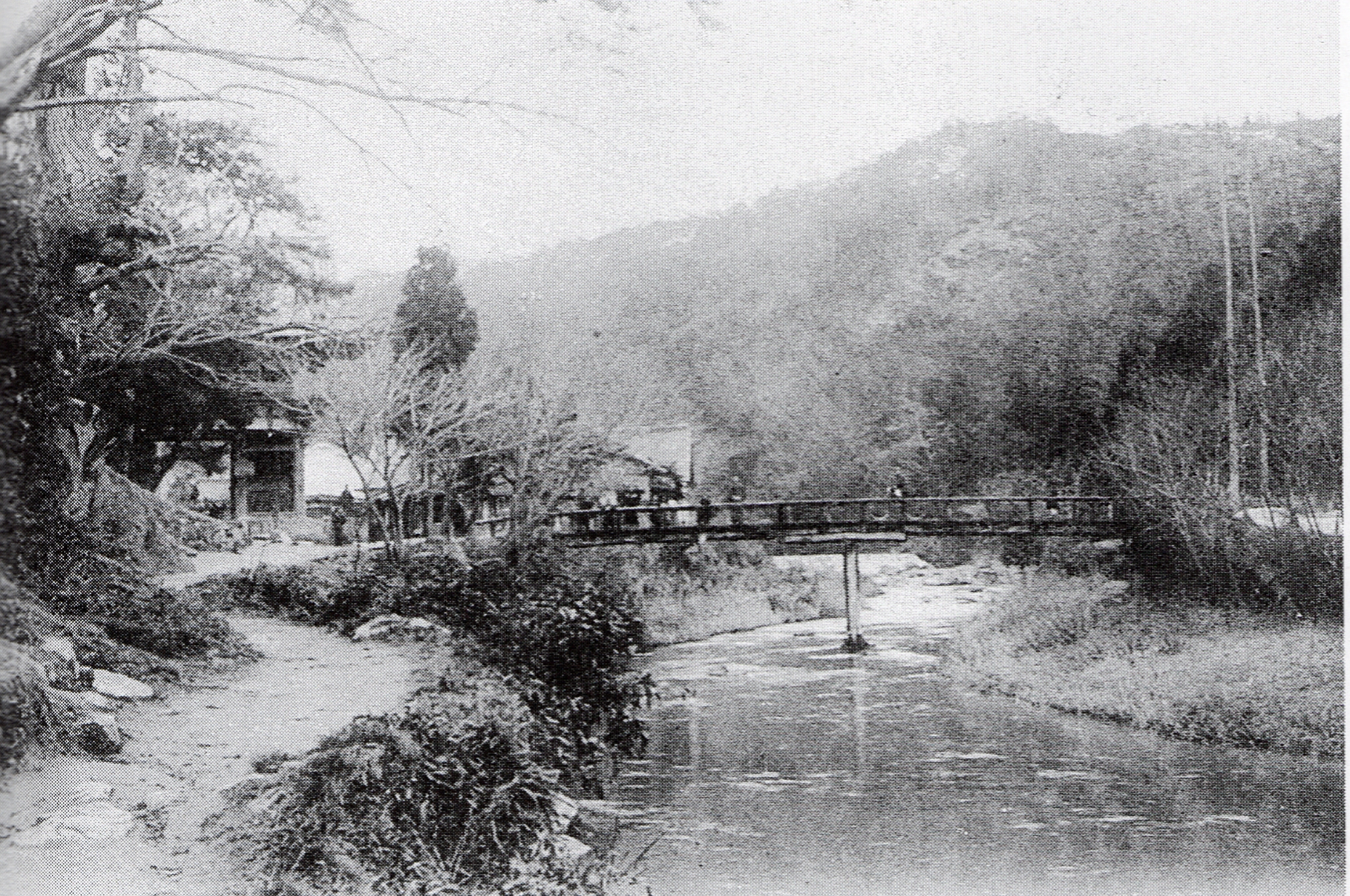
中根父子が生まれ育った岡崎市滝町の仁王橋付近

愛知県岡崎市滝町に生まれる（現住所は同町字松谷）。
父親の中根薫は1960年代初め、岡崎市青年団体連絡協議会長として青年団活動に力を入れていた。その過程で、県議選への出馬を目論んでいた愛知新聞社社主の内田喜久を知る。内田に心酔した中根薫は1962年に生まれた子に、内田の長男・康宏の名前をとって「康浩」と名付けた。薫は内田を応援し、保守乱戦となった1963年の県議選で内田は初当選した。1971年4月、内田は岡崎市長に初当選。1975年3月から滝町の滝団地の入居が始まると、薫はこれに目をつけ、1977年4月に滝団地内に「かおる幼稚園」を開設した。
中根康浩は岡崎市立常磐小学校、岡崎市立常磐中学校を経て、1978年に愛知県立岡崎高等学校に入学。

### 父親の県議当選と逮捕
翌1979年、父親の薫が内田市長の全面協力を得て、県議選に自民党公認で立候補。「キク（喜久）かおる（薫）」をキャッチフレーズに選挙を戦い、トップ当選を果たした。当選後は内田市政と県政を結ぶパイプ役を自任。内田との密着度を深めた。
衆議院が解散した1980年5月19日、政治団体「明日の岡崎をきずく会」は内田の長男の内田康宏を無所属候補として擁立。内田の命を受けた同団体代表の浅井正三市議は5月20日、自民党市議29人にそれぞれ10万円を渡した。中根薫は協力を約束する一方で、「市長が、おんぶにだっこに肩車で息子をかつぎ出した」「後援会のカネを息子に使うのは末期的症状」と陰で揶揄した。内田も内田で、薫に対する疑いは晴れなかった。県議わずか1年目の薫が党規に背いてまで無所属の康宏を応援する保証はなかった。5月26日深更、内田と側近の岩瀬信一市議は滝山寺三門わきに車をとめ、薫の自宅を訪れた。1時間ほど雑談をしたのち内田が先に玄関を出る。岩瀬は現金500万円の入った袋をカーペットの上に置き、青木川沿いの暗い道を足早に消えた。薫は選対委員長に就き、選挙戦の陣頭指揮を執った。6月22日、総選挙執行。康宏は次点で落選。
自民党のみならず社会党の岡村秀夫市議にまで手を広げた買収工作は警察や反対陣営に筒抜けであった。そのため内田は6月27日に逮捕された。7月初め、内田の義弟は薫の自宅に保管してあった500万円を別の場所に移し替え、ほどなく証拠隠滅の容疑で逮捕された。7月10日、薫も公選法違反容疑で逮捕されるが、公判では一貫して無罪を主張した。
1981年4月、中根康浩は早稲田大学商学部に進学。1983年、薫は裁判中の内田の支援を受けて県議選に無所属で立候補し、得票数3位で再選。
1985年3月、早稲田大学を卒業。同年4月、戸塚進也衆議院議員の秘書となる。同年4月15日付で最高裁は薫の上告を棄却。薫は有罪判決（懲役2年、執行猶予5年、追徴金500万円）の確定前に県議を辞職した。
1988年10月、岡崎市議会議員選挙に無所属で立候補し初当選。自民党系の会派「自由民主クラブ」に所属した。

### 杉浦正健派の現金買収事件
1990年2月18日の第39回衆議院議員総選挙において自民党の杉浦正健が2期目の当選を果たすが、翌2月19日、杉浦の後援会事務局長の鈴木康夫が逮捕され、票の取りまとめに関する現金買収事件が発覚した。会派「自由民主クラブ」所属の岡崎市議24人のうち、被買収容疑で起訴された市議は20人に及んだ。同年3月19日、中根も同容疑により書類送検された。政情不安をよそに父親の薫は次期市長選出馬を目指し、3月6日に開いた会合で政治活動を再開すると宣言した。
ほとんどの市議が罪状を認めるなかで、中根は「金は父の後援会が受け取った」と全面否認した。8月から9月にかけて17人が辞職。残る中根勝美、中根康浩、八田二郎の3人は辞職を拒んだため、11月4日の補欠選挙後、3氏に対する辞職勧告の請願が議会に提出される。同請願は12月定例会でも1991年の3月定例会でも不採択となった。
1991年8月16日、市議を辞職。同年9月4日、検察は中根康浩と中根勝美に対し「両被告は現金を受け取ったことを弁解しており、反省していない」として懲役10月、追徴金30万円を求刑した。
1992年7月26日、岡崎市長選挙が執行される。現職の中根鎭夫が前市議の都築末二、中根薫、日本共産党公認の八木隆宜らを破り4期目の当選を果たした。中根鎭夫70,319票、都築29,005票、中根薫22,900票、八木6,343票。惨敗したが、薫は開票後の取材に対し「再度挑戦したい」と答えた。その夢は時を経て息子の康浩に託されることとなった。
父親の薫は1992年10月18日に行われた市議選に立候補し、康浩と入れ替わりで初当選した。自民党は「自民クラブ」と「清風クラブ」の二つの会派に分かれ、薫は前者に所属した。

### 県議選落選、自民党離党
中根康浩は県議会議員への出馬を考えるが、岡崎市選挙区は自民党議員が定数4のうち3人も議席を占めており、入り込む余地はなかった。1994年4月25日、国会で新生党党首の羽田孜が首相に指名される。新生党県連は5月23日、翌年の県議選公認候補者に中根を選び、党本部に公認申請した。同年12月10日、新生党、公明党の一部、民社党などが結集し、新進党が結党。新進党ブームに沸く中、党は中根と旧民社党現職の小見山徹之助の二人に公認を出した。
1995年4月の県議選で、全トヨタ労連を支持母体とする小見山はトップ当選。中根は副党首の羽田孜や幹事長代行の渡部恒三らを応援弁士に招くも、次点で落選した。同年9月、行政書士の資格を取得。その後新進党を離党。民主党に入党し、1999年までに同党の愛知12区支部長に選ばれる。
2000年2月末、全トヨタ労連の推薦を受け、4月中旬から労連幹部とともに旧民社系労組を回り始めた。それから間もなくして森喜朗首相が発した「神の国発言」により、衆議院解散の時期が早まる。6月25日に行われた第42回衆議院議員総選挙に愛知12区から民主党公認で立候補したが、非自民の票が中根と自由党の都築譲に分散し、自民党現職の杉浦正健が順調に当選。候補者6人中、上位3人の得票数は、杉浦：117,475票、中根：81,826票、都築：33,052票。都築は中根の半分にも満たない得票数であったものの、比例名簿2位で登載されていたため比例復活で当選し、中根は落選した。

### 衆議院議員に比例復活で初当選
2003年の第43回衆議院議員総選挙では、選挙区で再び杉浦に敗れるが、重複立候補していた比例東海ブロックで復活し、初当選（都築は民由合併により愛知15区へ国替えし、再び比例復活で当選した）。
2005年の第44回衆議院議員総選挙では、前回総選挙の票数に1万票以上上積みしたが、杉浦に敗れ、比例復活ならず落選。
2009年の第45回衆議院議員総選挙では、愛知12区で初めて杉浦を破り、4年ぶりに国政に復帰。なお民主党には、同一の選挙区で3度落選した候補者は公認しない内規が存在していたが、この総選挙において中根は年齢的な若さも考慮され、特例で公認を受けた。
2011年、牧義夫衆議院議員が2月の知事選、名古屋市長選や4月の統一地方選挙惨敗の責任をとって、民主党愛知県連の代表を辞任。同年6月4日、その後任として県連代表に就任。
2012年2月10日、復興庁発足に伴う補充人事により野田第1次改造内閣で経済産業大臣政務官に任命され、野田第2次改造内閣まで務める。
同年12月16日の第46回衆議院議員総選挙では、愛知12区から民主党公認、国民新党推薦で立候補。自民党は青山秋男県議の長男の青山周平を擁立。小選挙区では青山に敗れるが、比例復活し、3選。同年12月25日に行われた民主党代表選挙では海江田万里の推薦人に名を連ねた。2013年3月17日、衆院選惨敗の責任をとって民主党県連代表を辞任。

### 2014年衆議院議員選挙
2014年11月11日、自民、公明両党の幹部は次期衆院選について「12月2日公示・14日投開票」との日程を想定し、選挙準備に入るようそれぞれの党の関係者に指示した。中根も愛知12区からの立候補の準備に入るが、公示日前日の12月1日午前、民主党の海江田万里代表から電話で「小選挙区を降りて比例区に回ってほしい」と告げられる。同日午後、岡崎市の事務所を訪れた岡田克也代表代行からも「比例東海ブロック単独1位とする。決定を受け入れられないなら無所属で出馬してくれ」と命じられ、比例区単独に回ることを決めた。岡田は中根に「ここで譲歩しないと、維新の党は全国すべての地域での連携を見直すと言っている」と述べ、維新の党側から圧力があったこともほのめかした。この鞍替えにより、外形上、民主党は12区の候補者を維新の党の重徳和彦に一本化した形となった。
同年12月2日、連合愛知は中根の出陣式を終えると、12区の選挙対策本部を解散した。清水貞雄副会長は「組合員には比例で民主に入れるよう求めるが、12区で特定の候補への投票を呼び掛けることはしない」と語った。12月14日、第47回衆議院議員総選挙執行。中根は比例単独1位で早々と当選を決め、4選を果たした。つねづね維新は官公労に批判的だったことから、12区の組合票の行方が注目されたが重徳は青山を約1万3千票差で下し選挙区で初めて当選した。

### 民進党から希望の党へ
2016年3月27日、民主党と維新の党が合流して結成された民進党に参加した。同年8月20日、民進党の玄葉光一郎選対委員長は、次期衆院選愛知12区の公認候補を重徳和彦とし、中根を次回衆院選に限り比例東海ブロックの単独1位にすると発表した。あわせて重徳は比例に重複立候補しないことも定められた。
2017年9月28日、臨時国会の召集冒頭で衆議院が解散。同日午後、民進党は希望の党への合流を決定。重徳の選対本部長を務めることになった中根は、同日夜に開催された選挙対策会議に出席した。ところが会議を中座したため、毎日新聞の記者が追いかけると、「今、携帯電話に連絡があった。中身は話せない。厳しい状況だ」と答え、足早に去った。電話の相手は民進党幹部で、内容は「愛知12区からの立候補」の打診であった。「（重徳との競合で）自民党を利することになるだけだ」と提案を固辞すると、民進党との間で交わした比例単独1位の約束は「すべてリセットする」と告げられた。
同年10月3日未明、日刊スポーツが希望の党の1次公認の内定候補者リストを報道。中根は山尾志桜里への刺客を意味する愛知7区の公認候補に選ばれていた。同日午後、希望の党の若狭勝、同党の細野豪志、民進党の玄葉光一郎は参議院議員会館で記者会見し、第1次公認192人を発表。そこに中根の名はなかった。
同年10月4日午後5時50分ごろ、玄葉から「愛知7区での2次公認が内定した」との連絡を受ける。中根は7区での出馬準備を同時に進めていたが、関係者から「7区に行けば岡崎を歩けなくなる」と国替えを思いとどまるよう説得され、結局辞退した。同日夜、希望の党は第2次公認9人を発表した。
第48回衆議院議員総選挙では小選挙区からの出馬を断念し、順位はともかくも比例単独名簿に登載されることを希望の党に求めた。希望の党の比例代表名簿発表は公示日当日の10月10日までずれ込み、かつ順位が判明したのは同日の午後であった。中根は比例東海ブロックの単独24位に選ばれた。
同年10月22日、投開票。希望の党が同ブロックで獲得した5議席のうちに含まれず落選。

### 2020年岡崎市長選挙
2019年8月8日、翌年10月に実施予定の岡崎市長選挙に立候補する意向を固めたことが明らかとなった。現職の内田康宏は同年12月4日に出馬表明。
2020年4月14日、連合愛知三河中地域協議会は内田の推薦を決定。中根と民主党・民進党時代に盟友関係にあった旧国民民主党がかろうじて自主投票を決めたものの、自民党、公明党、旧立憲民主党、JAあいち三河をはじめとする各業界団体など地元政財界はほぼ内田一色に染まった。同年9月の野党再編後、追い打ちをかけるように新「国民民主党」が内田の推薦を決定。対する中根の支持団体は日本共産党と市民グループ「あったか岡崎市政の会」のみであり、中根に勝機はないように思われた。
告示5日前の10月6日、中根は奇策に打って出た。「年内に全市民へ5万円を給付する」という追加公約であった。すぐに5万円給付を掲げたパンフレットの各戸への配布を開始する。岡崎市の人口は10月1日時点で約38万6千人。1人当り5万円を配ると、総額は193億円を超える。「基金を取り崩して財源に充てる」と説明する中根に対し、内田は選挙期間中「今まで蓄えてきた税金を自分の選挙のためだけに配ってしまうような人間に、人々の生活を幸せにすることが可能なのか。大地震が来たり、大規模な水害が起こったりしたらどうするのか。200億円ものお金を使い切ってしまったとき、立ち向かうための資金は残されていない」と訴えた。
10月12日夜、選対幹部は選挙事務所に訪れた新聞記者に対し「5万円欲しいか？ 欲しいなら中根に入れろ」と言い放った。地元の自民党議員によれば、投票所では係員に「5万円くれる人はどっちか」と聞いて困らせる人がいたといい、係員が答えないと他の者が「こっちだ」と教える光景も見られたという。取材に対し同議員は「長年、選挙をやってきたが、こんな光景は初めてだ。税金を使った買収だよ」と述べた。10月13日、陣営は「5万円給付」の新聞折込チラシを配布した。
同年10月18日、投開票の結果、中根が内田を大差で破り初当選した。10月21日、岡崎市長に就任。
※当日有権者数：307,734人 最終投票率：57.25%（前回比：2.55pts）
| 候補者名 | 年齢 | 所属党派 | 新旧別 | 得票数        | 得票率 | 推薦・支持                                                   |
| -------- | ---- | -------- | ------ | ------------- | ------ | ------------------------------------------------------------ |
| 中根康浩 | 58   | 無所属   | 新     | 103,080.948票 | 59.4%  | （自主支援）日本共産党                                       |
| 内田康宏 | 67   | 無所属   | 現     | 70,469.051票  | 40.6%  | （推薦）自由民主党・立憲民主党・公明党・国民民主党・連合愛知 |

### 2024年岡崎市長選挙
2024年8月22日、任期満了に伴う市長選挙に立候補する意向を表明。同年10月6日執行の市長選には中根、元市長の内田、元市職員の晝田浩一郎、音楽教室社長ら4人が立候補。内田に8000票差で敗れ落選した。5万円給付の前回公約に対する他陣営からの批判などが響いたとみられる。
※当日有権者数：306,749人 最終投票率：53.47%（前回比：3.78pts）
| 候補者名   | 年齢 | 所属党派 | 新旧別 | 得票数       | 得票率 | 推薦・支持                 |
| ---------- | ---- | -------- | ------ | ------------ | ------ | -------------------------- |
| 内田康宏   | 71   | 無所属   | 元     | 68,488.171票 | 42.51% | （推薦）自由民主党・公明党 |
| 中根康浩   | 62   | 無所属   | 現     | 60,263.828票 | 37.40% |                            |
| 晝田浩一郎 | 36   | 無所属   | 新     | 26,191票     | 16.26% |                            |
| アーニー   | 51   | 無所属   | 新     | 6,171票      | 3.83%  |                            |

## 政策・公約

### 岡崎市全市民への5万円給付問題
2020年10月の岡崎市長選挙で中根は告示日直前に「年内に全市民へ5万円を給付する」という公約を追加。現職の内田康宏を3万2千票余りの大差で破り、逆転劇を成し遂げた。敗れた現職陣営から「禁じ手の買収公約」との批判を受け、地方自治論を専門とする名城大学の昇秀樹教授からも「現金の一律支給は政策として疑問が残る」と指摘を受けるも、中根は10月21日の市長就任後の記者会見で「年内クリスマスまでに全額支給する」「実現できない場合はリコール（解職請求）を受けても当然」と明言した。財源については「裏技的というか、僕の知らない調達の仕方があるかもしれない」と述べ、財源調達を精査する特命チームを立ち上げる方針を示した。
しかし市財政課によると、全市民に5万円配ると約193億円超かかるのに対し、中根があてにする財政調整基金は約81億円しかない。ほかの基金はそれぞれ使う目的が条例で決められており、いずれも条例を廃止する必要がある。市の担当者は財政調整基金について「一気に取り崩したことは過去にない。次の新型コロナ感染拡大に備え、ある程度残さないと逼迫する」と発言した。
さらに市は「近年、当初予算に基金から40億円を充てている上、2021年度は感染拡大の影響で70億円程度の税収減が見込まれ、財政に余裕はない」と説明しており、従来の市民サービスが縮減される可能性も指摘された。
岡崎市議会の簗瀬太議長も「現在の岡崎市の財政ではキャッシュとして200億円をすぐ用意というのはなかなか難しい。スタートしても年内の支給は難しい」と中根の政策を疑問視する見解を述べた。
2020年11月2日、市議会各派代表者会議で、市議会臨時会の会期は11月5日から9日までの5日間に延長することが決まった。中根は、5万円給付のために「おかざき市民応援給付金給付事業費」約195億5,933万円を計上。そこから財政調整基金積立金などを差し引いた計約195億3,505万円増額の一般会計補正予算案を組んだ。
財政調整基金約81億円の取り崩しだけでは当然5万円給付の総額に届かない。中根は、公共施設、文化施設、公園、岡崎市美術博物館、東岡崎駅周辺地区などの整備に積み立てた他の5つの基金を廃止することで帳尻を合わせようと考えた。6つの基金の合計は193億4,004万円。将来に備える財源をほぼ使い切る内容の基金廃止条例案を組んだ。
市議会最大会派「自民清風会」の市議は「市民生活の影響が大きすぎる」と反対しており、なかでも公共施設の長寿命化を図るための改修基金である「公共施設保全整備基金」約45億円について、「絶対に手を付けてはいけないものだ」と警告した。市職員からも「廃止する理由が思い当たらない」「考えるだけで泣きそうになる」などの声が漏れ始めた。
同年11月5日、市議会臨時会での所信表明後、5万円給付の減額や対象を絞る可能性を示唆した。「公約違反では」との報道陣の指摘に、「原案を議会に提案した時点で公約を実行したことになるから、欺いたことにはならない」と答えた。同日、中根は痕跡を消すため自身のホームページに掲げられていた下記の言葉を削除した。
同年11月6日、市議会臨時会に、約195億3,505万円増額の一般会計補正予算案と5つの基金廃止条例案を提出。前日の発言どおり、議案を提出した直後、市民への5万円一律給付を断念する意向を明らかにした。採決が行われるのは3日後の11月9日。中根は給付対象を低所得者に絞る考えを示し、「市議会で否決されるなら、市の人口約38万人から市民税納税者を引いた約18万人に限定して5万円給付をすればよい」と述べた。また、11月9日の臨時会において提案説明後、採決前に議案を撤回する方針を示した。その一方で11月7日付のツイッターに「私が提案した原案を可決していただきたいという思いに変わりはない」とのコメントを発表した。混迷を極める中根の言動に対し、市議は「全市民への5万円給付と低所得者の生活支援は別次元の話だ」「議会軽視も甚だしい」と再び批判。さらに中根の選対幹部からも「議会と戦ってほしかった。投票をお願いした市民に説明ができない」と失望の声が上がった。
同年11月9日、加藤勝信官房長官は記者会見で、中根が当選後わずか19日で公約遂行を断念したことに関し、「公約は実現可能な施策を掲げるべきだ」との認識を示した。
同日、市議会臨時会が再開。各会派の動向が注目される中、一般会計補正予算案など5件の質疑において、「自民清風会」「民政クラブ」「チャレンジ岡崎」「公明党」の4会派は基金を取り崩して財源とする議案にいずれも猛反発。市長選で共闘した日本共産党の2人の市議でさえ、基金取り崩しと5万円給付に反対した。さらに答弁側である財務部長からも「公共施設休館や公園の利用停止が想定される」と将来を不安視する発言が引き出され、中根は議場で四面楚歌の状況に置かれた。自民清風会の簗瀬太市議は「財政計画の見通しに関する市長の答弁は抽象的な言葉ばかり」と語気を強め、市への資料提出と11月18日までの会期延長を求める緊急動議を提案。同案は賛成33、反対4で可決された。これにより当初、予定されていた採決は先延ばしとなった。
公約実現性の不透明さから市役所へ批判のメールや電話が殺到。出馬表明後ほぼ毎日更新されていた中根のツイッターは11月7日を境についに途絶える。「『断念』などと報道されているようですが、そのつもりは毛頭ありません」と言い逃れをした最後の投稿にとりわけ多くの批判が寄せられた。
11月18日、臨時会が開かれ、5万円給付のための補正予算案と基金廃止条例案は賛成2、反対34で否決された。公約に掲げた月額給与50％カット、市長退職金廃止の条例案も賛成3、反対33で否決された。直後の報道陣の取材で中根は「ひとつの責任を果たした」と審議の結果を要約した。「市民から『嘘つき』というかなり厳しい声もあるが」と問われると「嘘をついているという思いはありません」と答え、「財源の見通しが甘かったのでは」と指摘されると「甘さは特に感じていない」と答えた。11月20日の定例記者会見で、一律5万円給付断念を正式に表明。今後も現金給付を行わないのかとの報道陣の問いに「『やれない』ということを議会が決定した。今でもやりたいけれど、やれないでしょ。独裁者じゃないんだから」と答えた。
12月1日、市議会定例会で小木曽智洋市議は中根に次のように問いただした。
12月2日、全市民への5万円給付を選挙公約にしたのは公職選挙法違反の投票買収の罪にあたるとして、内田康宏の後援会幹部で税理士兼行政書士のSが愛知県警に告発し、受理された。
12月3日、市議会一般質問で「議会に説明する前に私的なツイッターやフェイスブックで情報発信したことに対する批判があった。それゆえ今後は、公式の記者会見や市のホームページで発信するよう改める」と答弁した。
市長就任時の記者会見で「5万円給付が実現できない場合はリコールを受けて当然」と発言した中根に対抗するため、12月21日、市民およそ20人が政治団体「中根やすひろ岡崎市長をリコールする会」を設立した。この時期の団体設立は、「ケーキを買ってシャンパンでも飲んで穏やかに過ごしてほしい」という中根の言葉に起因。12月23日、代表の建設会社社長は「本当に困っている人は5万円をもらってもゆっくり過ごしている余裕はない。クリスマスを前にリコールの準備をし、市民の『困っている』という思いを知ってもらいたい」と訴えた。 
2021年4月20日、定例記者会見で報道陣が5万円給付問題について質問すると、中根は「議会にご理解とご承認をいただけなかったので、実現できなかったということ」と回答。公約を果たせなかった責めは議会側にあるとの見解を改めて示した。
2022年1月21日、愛知県警が中根を公職選挙法違反（買収）の疑いで捜査結果の書類を検察に送付したことが報道によって明らかとなった。中根の事務所スタッフや市職員が事情聴取されたが、起訴を求めない意見をつけたとみられる。3月31日に名古屋地検は中根を不起訴処分とした。

### 給与と退職金
- 「月額給与を50％カット」を市長選の公約に掲げた。2020年10月28日、カットの期間を「1年間」とすると発表[163]。関連条例案を同年11月6日に市議会臨時会に提出したが[164]、11月18日の審議で否決された[136][137]。
- 「市長退職金の廃止」を市長選の公約に掲げた[163][165]。関連条例案を11月6日に市議会臨時会に提出したが[164]、11月18日の審議で否決された[136][137]。
- 2021年2月16日、新型コロナウイルス対策の財源に充てるため、自身の同年4月から2022年3月までの月額給与を10％減額すると発表した。清水康則副市長と山本公徳副市長については8％、教育長と水道・下水道事業管理者と常勤監査委員については5％減額する。同日、岡崎市議会議員の月額給与についても同期間5％減額されることが発表された。2月26日、関連条例議案が市議会定例会に上程され[166][167]、後者の市議の給与減額議案は即日、可決された[168][169]。前者の減額議案は定例会最終日の3月18日に可決された。
- 2022年2月16日、コロナ対策として1年間行った給与減額の措置をさらに半年分延長すると発表した。自身を含む特別職6人の減額率は上記のとおり。延長期間は2022年4月1日から9月30日までの6か月で[170][171]、市議会定例会に上程された。
- 2023年5月23日、中根の政治団体事務所の違法建築問題をめぐり、市は、中根の6月期末手当を50％減額する条例案を同月の市議会定例会に提出すると発表した[172]。

- 2024年8月9日、任期満了に伴って支給される1期4年分の退職金2678万4000円について、受け取らない意向を定例記者会見で表明した。支給自体を実施しないことを目的とする取り組みを実現した自治体は名古屋市や大阪府東大阪市などがある。中根は「2020年当時と思いは変わっておらず、もらう理由はない。（退職金について）市民的、国民的な議論になってもらいたい」と述べた[173]。8月21日開会の市議会定例会に、退職金の支給を受けないようにするための条例案を提出[174]。また同時に、高校生世代の通院医療費を無料化する条例改正案も提出した。後者については、9月3日の市議会福祉病院委員会で議員が質問すると、市側は「年間3億8千万の事業費が必要だが、財源のめどは立っていない」と説明した。9月13日、議長の小木曽智洋と欠席者の田口正夫を除く35人で採決が行われ、賛成4（鈴木雅子、中根善明、大原昌幸、柳賢一）、反対31により両議案とも否決された[175][176][177]。中根市長は議会閉会後の取材に応じ、否決された2議案について、同月29日告示の市長選で公約に掲げる意向を示した[175]。

### コンベンション施設

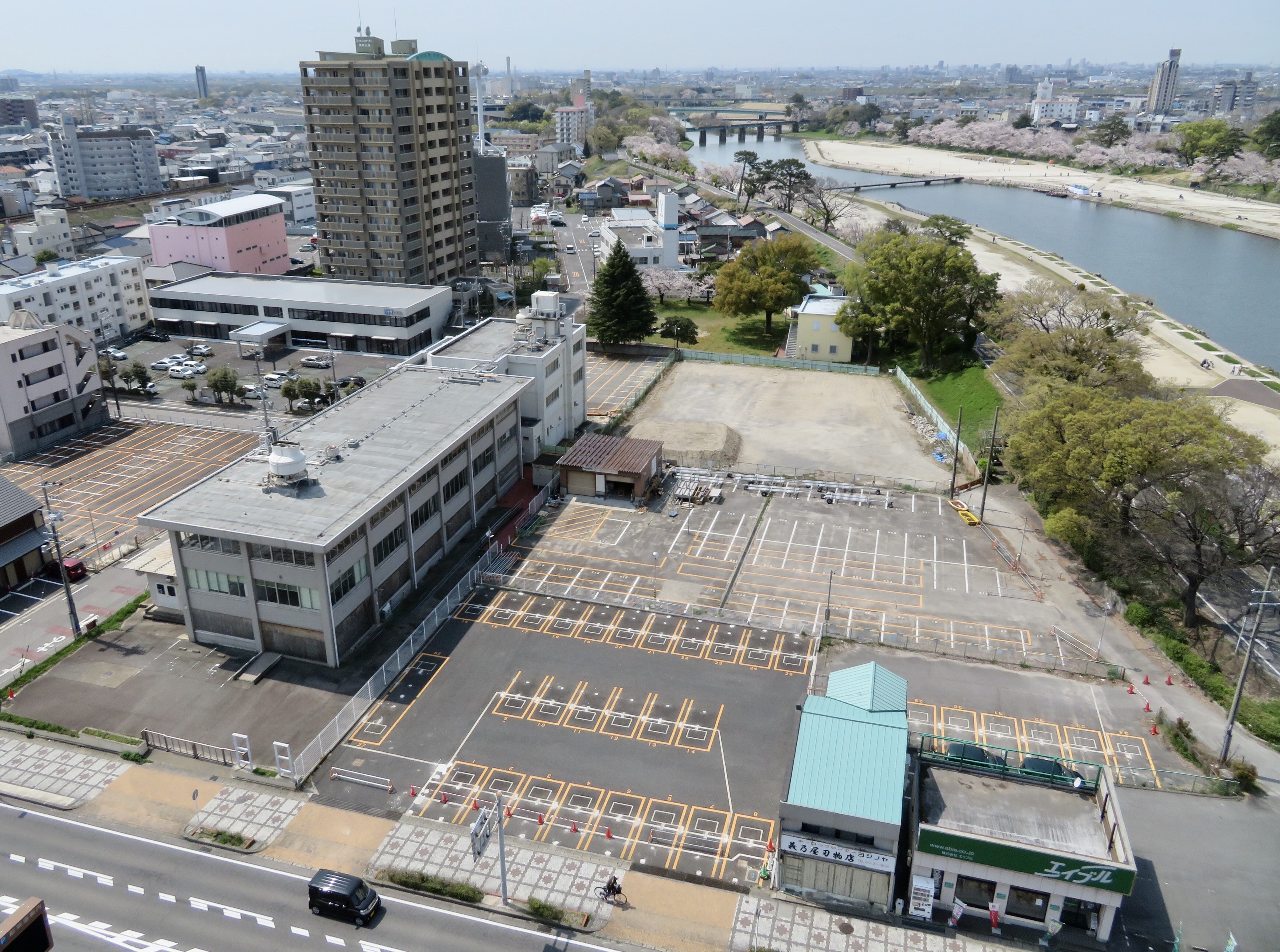
コンベンション施設とホテルの建設予定地（岡崎市明大寺本町）

元市長の柴田紘一は2011年9月、「太陽の城を取り壊し、跡地にコンベンション機能を備えたホテルを誘致する」という計画を打ち立てた。柴田の後を継いだ内田康宏は、東岡崎駅を出発点に人の回遊を促す「QURUWA（くるわ）戦略」を推進。2020年2月、コンベンション施設とホテルの事業者が決定し、太陽の城跡地の再整備計画はようやく具体化する。
一方、中根は市長選に向け「今はとにかくコロナ対策を」と述べ、「コンベンション施設の建設中止」を選挙公約として強く訴えた。2020年10月からは自身のホームページに「コンベンションホールをやめて80億円を確保し、全市民5万円給付のための財源に充てる」と明記した。ところが当選まもなくから形勢が危うくなり始め、同年11月5日に給付金の減額を示唆。同時にホームページから上記文言を削除した。
同年12月14日、市議会の主要会派、副市長、市幹部と行った会合で「プロセスがしっかりしていれば、コンベンション施設を否定するものではない」「あらためて市民の声を聞き直して、必要だという声が多ければ考える」と発言した。続いて12月21日、コンベンション施設整備事業を中止するための協議を、特別目的会社（SPC）の「岡崎リバーリンク株式会社」とホテル運営事業者の三菱地所に申し入れた。
2021年2月21日、「QURUWA戦略」のシンポジウムが市の主催で開催される。登壇した中根は「岡崎市は中心市街地の再生のため、これまで公共空間再整備として、100億円の投資を行ってきた。この投資を生かしていくのがまさにQURUWA戦略であり、これからがいよいよ本番である」「コンベンションホールを作るというような計画があったが、これから市民の声を聴いていかなければならない。いわゆるMICE、コンベンション、という考え方は確かに大切である。岡崎の財産である太陽の城の跡地をどう活用していくかが、QURUWA戦略の最終的な要になる」と語った。
同年2月26日、「コンベンション施設の建設中止」について、中止に向けた事業者との協議をいったん凍結する方針を表明した。 理由を「市民に改めて同事業に関する意見を求めるため」とし、「年内12月までには事業計画を前に進めたい」と述べ、コンベンション施設に前向きな姿勢を示した。同年3月4日、中根は前述の事業者2社に事業一時凍結を申し入れた。
年度が変わると建設計画への対決姿勢はさらに後退。かつて「不要不急のハコモノに費やすお金も時間もありはしない」とまで言い切った中根であるが、5月18日、「多くの市民等の意見を聴いた上で、2021年12月末までを目途に事業の方向性を決定する」と述べ、意見聴取の具体的な方策を発表した。6月2日、愛知産業大学造形学部建築学科の学生から意見を聴取。6月30日から市内各公共施設で、経緯をまとめたパネル展「みんなで考えよう　どうする太陽の城跡地」を開催。7月4日にはりぶら1階ホールで市民公聴会「まちづくりホットミーティング」を開くが、登壇した市民は「何度も言うことをコロコロと変えていると、企業などが岡崎を信用してくれなくなる。信頼回復のためにも（当初の計画を）実施すべき」と中根に意見した。7月から9月にかけて公募型団体向け広聴会を中学校や高校、各団体と90分ずつ行った。
同年11月15日、太陽の城跡地の活用に関する「最終素案」と意見聴取の結果を発表。4月から10月末までに聴取した2,835人の意見のうち、5％未満が「原案通り実施」、3％が「計画中止」、残りの約92％が「何らかの形で施設を建設」であったことから、「現行計画のアップグレード」を基本の方針とすることを決定した。加えて、市は施設のイメージ図および具体案も公表した。当初の計画にあった約1200平方メートルのコンベンション施設のうち、500平方メートルを、大屋根をかけた半屋外空間にし、アスレチックやボルダリング、全天候型の芝生広場などを整備し、市民の交流スペースを設けることを明らかにした。
同年11月30日、専門家の意見を反映した「最終案」を発表。施設名は「（仮称）おかざき乙川リバーフロント交流拠点」とし、正式名称は公募で決めることとなった。同日、事業一部凍結で損害を被った特別目的会社「岡崎リバーリンク」に賠償金4,275万400円を支払う議案を市議会に提出した。
同年12月3日、鈴木静男市議が市議会本会議で賠償金支払いの議案に関して中根に質問。中根は「優先交渉権者には、費用も含めて大変な負担をかけているということは認識している。これらの一連のすべての責任は当然、市長である私にあると考えている」と答えた。12月17日、市議会は賠償金支払いの議案を可決した。
2022年3月、市は「QURUWA戦略」の一環として、桜城橋の橋上に休憩所を、同橋北東の旧豊川信用金庫岡崎支店跡地にトイレを建設した。
同年10月25日、中根が計画中止を決めたうえ「岡崎リバーリンク」に賠償金4,275万400円を支払ったのは違法だとして、内田前市長の後援会幹部で税理士兼行政書士のSが、中根に賠償金と同額を市に返還するよう求める住民監査請求を行った。Sは、中根の中止決定は専決処分の要件を満たしていないと主張した。同年12月23日、岡崎市監査委員は住民監査請求を棄却した。
2023年1月20日、Sは、市が支払った4,275万400円ならびに利息を返還するよう中根に求める住民訴訟を名古屋地裁に起こした。
同年2月21日、「岡崎リバーリンク」とホテル運営事業者の三菱地所は、コンベンション施設建設に向けた協議を中止すると市に通知した、2月24日、「岡崎リバーリンク」は解散する意思を市に正式に通達した。建設資材の高騰とコロナ禍によるコンベンション需要の落ち込みがその理由とされる。中根は「契約協議が中止となることでコンベンション整備が延びることは残念」とコメントした。3月20日、桜城橋橋上広場と同橋北東の橋詰広場の整備運営事業につき、市と基本協定を締結していた企業グループ（代表企業：三菱地所）は事業中止を通告する文書を市に提出した。市は、桜城橋に屋根付きの休憩所を、橋詰広場にトイレを建てた時点ではしごを外される事態に追い込まれた。飲食店や売店の建設計画は白紙に戻った。
同年4月28日、市は、「岡崎リバーリンク」との協議中止に伴い、次点交渉権者の「スターツグループ」（代表企業：スターツコーポレーション株式会社）に事業を行う意思があるかを確認する文書を送った。6月19日、同グループは書面で辞退した。建設に関する公募は無効となり、市長選の選挙公約は果たされたが、中根は「整備が延びることは大変残念」と述べた。

### 女性の副市長登用を破約

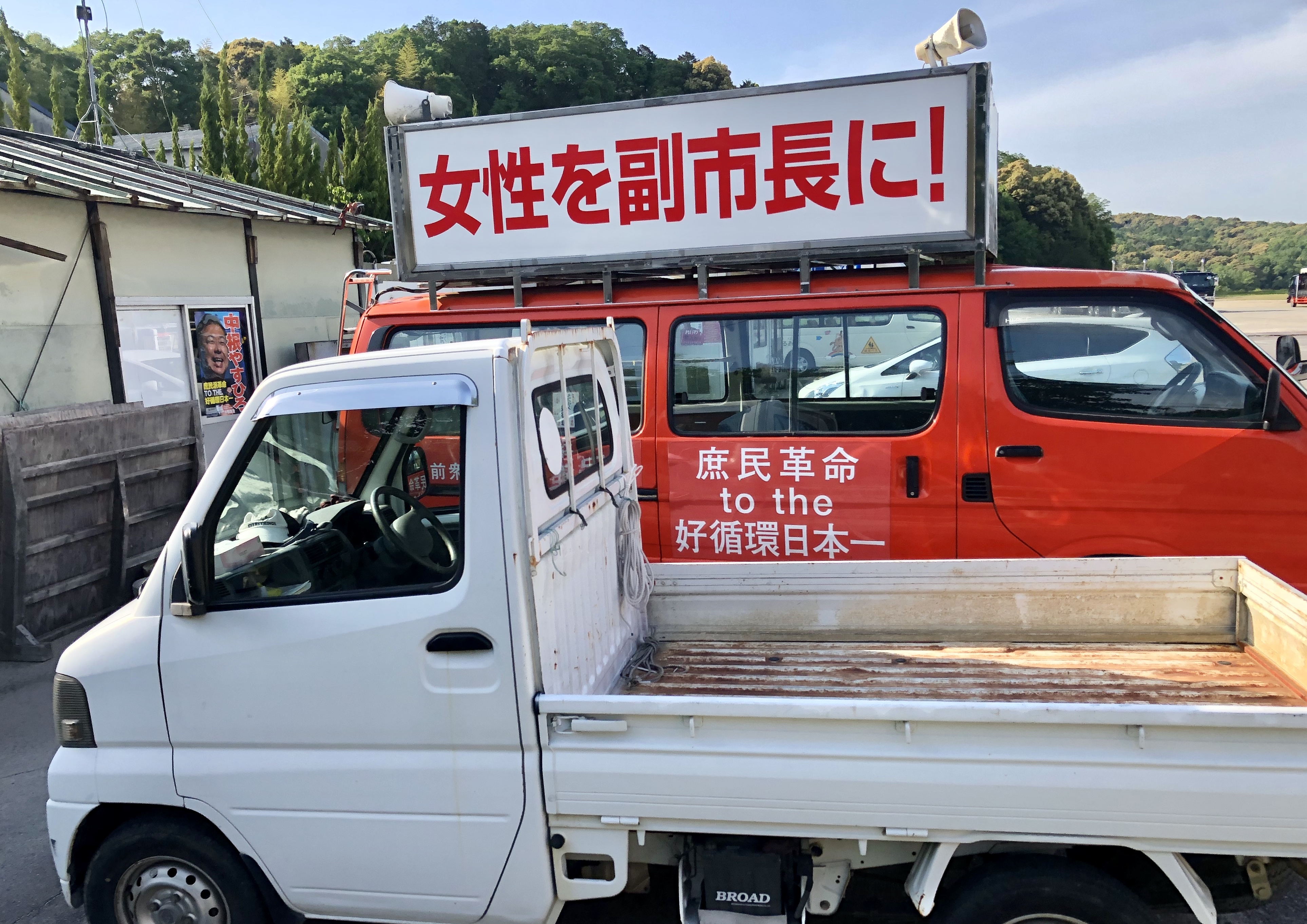
中根は「女性の副市長登用」を公約に掲げ、2020年に岡崎市長に当選。しかし2021年3月末で任期満了となる清水康則副市長は結局再任された。2023年3月末で任期満了退任する予定だった山本公徳副市長も再任された。

2020年の市長選挙では「女性の副市長登用」を公約の一つとして掲げていた。ところが11月20日の定例記者会見で「2021年3月末までに見つからなければ男女問わずやってもらう」と述べ公約を反故にした。
結局、「コロナ禍で検討する時間がなかった」との理由により女性副市長の登用は断念。2021年2月16日、同年3月末で任期満了となる清水康則副市長を再任すると発表した。2月26日、市議会定例会で清水の再任人事案は可決された。内田の右腕として乙川リバーフロント地区整備計画等に携わった山本公徳副市長を解職する道も選ばなかった。
山本は2023年3月31日付で任期満了で退任する予定であった。しかし中根は「女性の副市長登用」の公約を再び破り、同年3月15日、山本を再任する議案を市議会定例会に提出すると発表した。同日に開いた記者会見では「副市長に必要な資質を兼ね備えた女性と巡り合えていない」と説明した。同年3月22日、鈴木雅子市議が市議会本会議で「資質を備えた女性と出会うための努力をこの3年間どのようにしてきたのか」と問いただすも、中根は「人事に関わることなので具体的な話は控えたい」と述べ、努力を明かすのを潔しとしなかった。同日、市議会は山本再任の議案を可決した。
同年12月4日、鈴木雅子は市議会本会議で「女性の登用とジェンダー平等」について質問。8月に愛知県初の女性首長が長久手市で誕生したことを踏まえつつ、中根に「今でもバランスの上で女性の副市長が必要と考えるのか」と問いただした。中根はこのとき登壇すらせず、総務部長をして「女性ならではの視点が大切であることからも、女性の副市長の登用を検討されたものと理解しております」と答弁させた。岸田文雄首相が同年9月13日の内閣改造で女性閣僚5人を登用した際、記者会見で「女性ならではの感性や共感力に期待したい」と述べたことが「ジェンダーバイアスを強化する発言」などとしてSNSや報道番組で批判された。新聞各紙もこれを取り上げ警鐘を鳴らしたが、中根の目には届かなかったこと、および市当局の人権意識の実情が議会答弁を通じて明らかとされた。

### 新型コロナウイルス感染対策
- 「いつでも誰でも何度でもPCR検査」を市長選の公約に掲げたが[183]、2020年11月20日、具体的な措置を行う前に中根は「滞りなく検査が受けられる体制は構築できたので、陰性証明はそれぞれ個人でやってほしい」と発言。事実上、公約を翻した[236]。
- 2021年5月10日、岡崎市は65歳以上の高齢者の新型コロナウイルスワクチンの集団接種の予約受付（月・火のみ）を開始。5月25日までの計6日間で予約が完了したのは、1割の約9,700人にとどまったことから[247]、中日新聞は5月27日、市民から不満の声が相次いでいると大きく報道。70代男性は「かかりつけ医では接種を行わないからと断られ、別の病院に電話するとかかりつけ患者じゃないからと断られる。電話やネットはつながらず、そうしているうちに予約終了」と取材に答えた[247]。報道を受け、市は同日、ワクチン接種業務を最優先として全庁体制で取り組むため、通常業務のうち、市民生活への影響が少ない業務について縮小・中断すると発表[248]。各部各課の「縮小業務」と「中断業務」の一覧表をつくり、公表した[249]。

### その他
- 2021年1月、市立の保育園と認定こども園の民営化を段階的に進めると発表した[250]。民営化により、運営法人への補助金として必要額の25％程度を交付する形になるが、財源負担は従前より大幅に減ることが見込まれる。同年8月、六ツ美北保育園の民営化に向け、2023年4月1日から運営を行う民間の社会福祉法人の募集を開始した[251]。
- 市長初当選から間もない2020年11月、市民が「パートナーシップ宣誓制度及び性的少数者に関する諸問題への取組みに関することについて」と題する陳情を市議会に提出[252]。12月11日、市議会の文教生活常任委員会で審査が行われたことをきっかけとして、LGBT施策に関する市の方針は転換された[253][注 11]。2021年8月5日、中根は性的少数者のための「パートナーシップ制度」の導入を目指すと発表[256]。2022年2月28日、市議会定例会に、「パートナーシップ・ファミリーシップ制度」導入を目的とする岡崎市男女共同参画推進条例の一部を改正する議案を提出[257]。4月1日から同制度は開始された[258]。
- 2022年4月26日、市内の団体・グループのもとへ中根自身が直接訪問し、まちづくりの思いや考えなどを語る「市長出前講座」を同年7月から開催すると発表した。シビックプライドを醸成し、市民参加型市政推進を目指す新たな取り組みという。 7月、8月、10月、11月、2023年1月、2月の第2火曜日または第3水曜日のどちらか月1回の頻度で行うとされた[259][260]。
- 2022年9月、市内の公立中学校20校すべてに、65インチの電子黒板を計393台設置した。10月中旬までに市教委は全校を巡回し、教諭向けに使用方法を教える研修を開いた[261]。

## 衆議院議員時代の主張

### 憲法
- 憲法改正について、2012年の毎日新聞社のアンケートで「反対」と回答[262]。2014年の朝日新聞社のアンケートでは「どちらかと言えば反対」と回答[263]。

- 9条改憲について、2014年の毎日新聞社のアンケートで「反対」と回答[264]。

- 2014年7月1日、政府は従来の憲法解釈を変更し、集団的自衛権の行使を容認することを閣議で決定[265]。この閣議決定を評価するかとの問いに対し、同年の朝日新聞社のアンケートで「まったく評価しない」と回答[263]。集団的自衛権の行使に賛成かとの問いに対し、同年の毎日新聞社のアンケートで「反対」と回答[264]。

### 外交・安全保障
- 普天間基地の移設問題について、2012年の毎日新聞社のアンケートで「名護市辺野古に移設すべき」と回答[262]。

- 「政府が尖閣諸島を国有化したことを評価するか」との問いに対し、2012年の毎日新聞社のアンケートで「評価する」と回答[262]。

- 日本による過去の植民地支配と侵略を認めて謝罪した「村山談話」の見直し論議について、2014年の毎日新聞社のアンケートで「見直すべきでない」と回答[264]。

- 従軍慰安婦に対する旧日本軍の関与を認めた「河野談話」の見直し論議について、2014年の毎日新聞社のアンケートで「見直すべきでない」と回答[264]。

- 第2次安倍内閣が2013年に提出した特定秘密保護法案は同年12月6日に可決成立した[266]。「こうした法律が日本に必要と思うか」との2014年の毎日新聞社のアンケートに対し、「必要」と回答[264]。

### その他
- 「原子力発電所は日本に必要だと思うか」との問いに対し、2014年の毎日新聞社のアンケートで「必要」と回答[264]。

- アベノミクスについて、2014年の毎日新聞社のアンケートで「評価しない」と回答[264]。

- 首相の靖国神社参拝について、2014年の朝日新聞社のアンケートで「どちらかと言えば反対」と回答[263]。

- 「『道徳』を小中学校の授業で教え、子供を評価することに賛成か、反対か」との問いに対し、2014年の毎日新聞社のアンケートで「反対」と回答[264]。

- カジノ解禁について、2014年の毎日新聞社のアンケートで「反対」と回答[264]。

- 健康増進法を努力規定ではなく義務規定として、受動喫煙防止を徹底することについて、2003年の衆院選時のアンケートで「反対」と回答[267]。

## 人物・不祥事

### 事務所の違法建築問題
1984年、不動産登記簿によれば、中根は、当時愛知県議会議員だった父親の中根薫から、岡崎市滝町十楽の土地の贈与を受けた。1990年、中根が取締役を務める会社がゴルフ練習場として開発申請し、市の許可を得て練習場が作られた。2001年4月25日、中根は「NPO法人バリアフリー社会を推進する会」を同市元能見町に設立し、代表に就任。同じ建物に資金管理団体「中根康浩を育てる会」の事務所も設置した。ゴルフ場はしばらくして取り壊された。
2005年の衆院選で中根は落選。2008年頃、父親から、解散総選挙に備える必要があること、および元能見町の事務所では手狭であることを言われ、「中根康浩を育てる会」の事務所を滝町十楽に移転。プレハブ工法で設置した。同地は市街化調整区域に指定されており、事前に市長から許可を得ていれば建築することができるが、中根はその許可を得ないで建てた。また、工事着手前の建築確認申請もしなかった。
市長選挙があった2020年10月、市建築指導課は違法性を確認し、かつ中根の選挙事務所の前後に「中根康浩を育てる会」の事務所が建っていることを確認した。そして同年末に山本公徳副市長へ報告した。2021年5月24日、市は市長になった中根に対し、事務所を取り壊すなどして違法状態を解消するよう口頭で指導。中根は「是正に努める」と答えたものの、行動には移さなかった。市は複数回、進捗を問い合わせたが、中根は無視した。
2021年、中根は自身が代表を務める政治団体「22世紀的社会課題解決型好循環都市づくり研究会」を新しく設立し、事務所を「中根康浩を育てる会」と同じ滝町十楽に置いた。会計責任者には、中根が衆議院議員時代から懇意にしている社会福祉事業団体の代表者Nが就いた。
2023年2月8日に朝日新聞が市への取材を開始すると、中根は2月22日に建物を撤去する計画案を市に示した。そして朝日新聞の取材には「一切対応しません」と答えた。同紙が市秘書課を通じて質問状を渡して回答を求めると「お答え致しかねます」と答えた。
同年3月9日、中根は、「中根康浩を育てる会」と「22世紀的社会課題解決型好循環都市づくり研究会」の事務所を1月1日に元能見町に移転したとする届出を愛知県選挙管理委員会に提出した。中根がのちに行った記者会見によれば、事務所は「22世紀的社会課題解決型好循環都市づくり研究会」の会計責任者Nの以前の職場であるNPO法人の事業所内に置かれた。政治資金規正法は政治団体の事務所の所在地が変わった時は7日以内に届け出するよう定めているため、法令違反の疑いがあることがのちに指摘された。
同年3月16日、朝日新聞は違法建築の事案を報道。記事の中で行政学者の真山達志は「トップが違反している限り、自治体は市民の違法行為に対する取り締まりが難しくなる」と述べ、重大な問題だと指摘した。同日午後、中根は臨時記者会見を開催。土地自体は2022年に父親から贈与されたと述べ、登記簿の記載内容と食い違う発言をした。事務所は父親が営業していたゴルフ練習場の施設を引き継いだもので、父親から「当局から許可をとっているので使っていい」と言われたため違法という認識がなかったと釈明した。会見では、市長給与の一部返上を検討することを明らかにした。
同年3月21日、中根は建物の取り壊しを開始した。3月22日、市議会定例会で鈴木雅子市議が「市民の皆さんに対してぜひ謝罪をしていただきたいと思いますが、いかがでしょうか」と質問。中根は「市民に対して、この間謝罪をさせていただいておると思っておりますが、足りないということであれば、なお深く、深く深く謝罪をさせていただきたいと思います」と答えた。5月2日、市は現地を視察。建物の撤去が完了していることを確認した。政治団体をめぐる政治資金規正法違反の疑いを朝日新聞から指摘されると、中根は「厳粛に受け止め、再発防止に努める」と文書で回答した。回答は5月20日付の同紙朝刊で報じられた。
同年5月23日、違法建築問題をめぐり、市が、中根の6月期末手当を50％減額する条例案を同月の市議会定例会に提出する方針を固めたことが明らかとなった。

### 政治資金規正法違反問題
2019年1月30日から同年12月11日にかけて、中根は、自身が代表を務める資金管理団体「中根康浩を育てる会」に対し、10回にわたって計711万円を寄付した。このうちの2回はそれぞれ158万円、200万円と1回の寄付で年間の法定上限を上回っていた。中根がこの年に行った寄付の総額711万円は、政治資金規正法が定める年間の法定上限の4.7倍に当たる。
2023年、朝日新聞が政治資金規正法の寄付の量的制限に抵触する可能性があると中根に指摘すると、中根は同年7月14日付で政治資金収支報告書を訂正した。10回の寄付のうち6回分が父親の中根薫、妻、長女を含む家族4人の名前に書き換えられ、1回あたりの寄付額も訂正された。そして家族2人からの寄付が3回分新たに追加された。朝日新聞が中根に訂正の根拠となる会計帳簿の開示を求めると、中根は「事実に照らし、収支報告書を修正申告した。これ以上でも以下でもない」と文書で回答し、開示を拒んだ。読売新聞に対しては取材自体を拒否した。
同年11月28日、愛知県選挙管理委委員会は2022年分の政治資金収支報告書を公表。ところが中根は資金管理団体「中根康浩を育てる会」についても、政治団体「22世紀的社会課題解決型好循環都市づくり研究会」についても、当該報告書の提出を怠り、そのため県選管のウェブサイトに掲載されなかった。
2024年2月22日、愛知県選挙管理委委員会は政治資金収支報告書の追加分を公表。遅れて提出された「中根康浩を育てる会」と「22世紀的社会課題解決型好循環都市づくり研究会」の収支報告書がそれぞれウェブサイトに掲載された。「22世紀的社会課題解決型好循環都市づくり研究会」の事務所は元能見町から鴨田町字田起に移されていることが明らかとなった。

### その他
- 家族は妻、長女、次女。
- 障害者対策で民主党の責任者を務めたことがある[290]。次女が知的障害者として生まれたことが政治活動の原点だと語る。2007年に共著の対談集『親～障害の子のいる幸せ・かなしみ』（2007年）を出版した[291]。
- 制定時の障害者自立支援法（現・障害者総合支援法）について「自立支援を名目にしつつ、明らかに福祉財政の抑制のために導入された」という見解をもっている[292]。
- たばこ産業政策議員連盟に所属していた[293]。

## 衆議院議員総選挙の記録
| 執行日         | 選挙   | 選挙区           | 所属党派 | 当落 |
| -------------- | ------ | ---------------- | -------- | ---- |
| 2000年6月25日  | 第42回 | 愛知12区         | 民主党   | 落   |
| 2003年11月9日  | 第43回 | 愛知12区         | 民主党   | 比当 |
| 2005年9月11日  | 第44回 | 愛知12区         | 民主党   | 落   |
| 2009年8月30日  | 第45回 | 愛知12区         | 民主党   | 当   |
| 2012年12月16日 | 第46回 | 愛知12区         | 民主党   | 比当 |
| 2014年12月14日 | 第47回 | 比例東海ブロック | 民主党   | 当   |
| 2017年10月22日 | 第48回 | 比例東海ブロック | 希望の党 | 落   |